# André Schürrle
André Horst Schürrle (Ludwigshafen, 6 de novembro de 1990) é um ex-futebolista alemão que atuava como atacante.

## Clubes

### Início
Schürrle começou a carreira no Ludwigshafener SC, clube da sua cidade natal, e assinou com o Mainz 05 em 2006, para integrar as categorias de base, onde ganhou o Campeonato Alemão Júnior, em 2009. Em julho de 2009 assinou com o time profissional e estreou pouco tempo depois.
Seu primeiro jogo foi contra o Bayer Leverkusen, que terminou empatado em 2-2. Na partida que marcou seu primeiro gol, ele marcou duas vezes, contra o VfL Bochum, na vitória do Mainz 05 por 3-2, fora de casa. Ele terminou a primeira temporada com cinco gols, e três assistências.
Em setembro de 2010, transferiu-se ao Bayer Leverkusen.

### Chelsea
No dia 13 de junho de 2013, o Chelsea oficializou sua contratação. Os valores não foram revelados. Schürrle foi um dos grandes destaques do clube londrino durante a temporada 2013-14, na qual conduziu os Blues até a semifinal da Liga dos Campeões da UEFA. Ao todo ele marcou 15 gols, sendo 12 na Premier League. Na temporada seguinte continuou tendo boas atuações, mas preferiu se transferir em janeiro de 2015 para o Wolfsburg para poder voltar a atuar no futebol alemão.

### VfL Wolfsburg
Em 2 de fevereiro de 2015, Schürrle assinou um contrato com o Wolfsburg.

### Borussia Dortmund
Em 22 de julho 2016, o Borussia Dortmund o contratou até 30 de junho de 2021.

### Fulham
No dia 25 de julho de 2018, foi oficialmente emprestado ao Fulham.[carece de fontes?]

### Spartak Moscou
No dia 31 de julho de 2019, foi anunciado o seu empréstimo ao Spartak Moscou, estreou com empate por 0–0 contra o Dinamo Moscou.

### Aposentadoria
Em 17 de julho de 2020, dois dias após sua saída do Borussia Dortmund, Schürrle anunciou sua aposentadoria do futebol, aos 29 anos.

## Seleção Alemã

### Categorias de base
Estreou na Seleção Alemã Sub-19 no jogo contra Luxemburgo. O jogo terminou em uma vitória por 3–0 para os alemães.
Após ótimas atuações pelo Mainz e pela seleção Sub-19, Schürrle foi chamado para a seleção Sub-21. Sua estreia foi contra San Marino, numa goleada por 11-0.

### Principal
Na seleção principal, foi convocado logo após a disputa da Copa de 2010, para o amistoso contra a Suécia, no dia 17 de novembro de 2010, entrando no jogo aos 34 minutos do segundo tempo. Marcou seu primeiro gol pela seleção principal no dia 29 de maio de 2011 contra a Seleção Uruguaia no estádio Rhein-Neckar-Arena. Em 15 de outubro de 2013 marcou um "hat-trick" na vitória sobre a Suécia por 5x3 em partida válida pelas eliminatórias para a Copa do Mundo de 2014.
Schürrle foi um dos convocados do técnico Joachim Löw para integrar o elenco na Copa do Mundo FIFA de 2014. Foi reserva da seleção durante a competição, mas mesmo assim foi muito utilizado pelo técnico e peça importante de seu país no título mundial. Nas oitavas de final, marcou um gol na vitória alemã por 2–1 sobre a Argélia. Na semifinal, vindo do banco, marcou dois gols na goleada de seu país diante da Seleção Brasileira, por 7–1, jogo que ficou conhecido como Mineiraço. Na final contra a Argentina, fez o cruzamento para o gol de Mario Götze, na prorrogação, que deu o quarto título mundial de seu país.
Em 13 de junho de 2015 marcou um hat-trick na goleada por 7–0 sobre Gibraltar pelas eliminatórias da Eurocopa de 2016.
|     | Data                  | Local                     | Adversário | Placar | Resultado | Competição                                      |
| --- | --------------------- | ------------------------- | ---------- | ------ | --------- | ----------------------------------------------- |
| 1.  | 29 de maio de 2011    | Sinsheim, Alemanha        | Uruguai    | 2–0    | 2–1       | Amistoso                                        |
| 2.  | 7 de junho de 2011    | Baku, Azerbaijão          | Azerbaijão | 3–1    | 3–1       | Qualificações para Campeonato Europeu de 2012   |
| 3.  | 10 de agosto de 2011  | Stuttgart, Alemanha       | Brasil     | 3–1    | 3–2       | Amistoso                                        |
| 4.  | 2 de setembro de 2011 | Gelsenkirchen, Alemanha   | Áustria    | 5–2    | 6–2       | Qualificações para Campeonato Europeu de 2012   |
| 5.  | 11 de outubro de 2011 | Düsseldorf, Alemanha      | Bélgica    | 2–0    | 3–1       | Qualificações para Campeonato Europeu de 2012   |
| 6.  | 26 de maio de 2012    | Basel, Suíça              | Suíça      | 2–3    | 3–5       | Amistoso                                        |
| 7.  | 31 de maio de 2012    | Berlim, Alemanha          | Israel     | 2–0    | 2–0       | Amistoso                                        |
| 8.  | 11 de outubro de 2013 | Leipzig, Alemanha         | Irlanda    | 2–0    | 3–0       | Elim. da Copa do Mundo de 2014                  |
| 9.  | 15 de outubro de 2013 | Solna, Suécia             | Suécia     | 3–2    | 5–3       | Elim. da Copa do Mundo de 2014                  |
| 10. | 15 de outubro de 2013 | Solna, Suécia             | Suécia     | 4–2    | 5–3       | Elim. da Copa do Mundo de 2014                  |
| 11. | 15 de outubro de 2013 | Solna, Suécia             | Suécia     | 5–3    | 5–3       | Elim. da Copa do Mundo de 2014                  |
| 12. | 1 de junho de 2014    | Mönchengladbach, Alemanha | Camarões   | 2–1    | 2–2       | Amistoso                                        |
| 13. | 6 de junho de 2014    | Mainz, Alemanha           | Armênia    | 1–0    | 6–1       | Amistoso                                        |
| 14. | 30 de junho de 2014   | Porto Alegre, Brasil      | Argélia    | 1–0    | 2–1       | Copa do Mundo de 2014                           |
| 15. | 8 de julho de 2014    | Belo Horizonte, Brasil    | Brasil     | 6–0    | 7–1       | Copa do Mundo de 2014                           |
| 16. | 8 de julho de 2014    | Belo Horizonte, Brasil    | Brasil     | 7–0    | 7–1       | Copa do Mundo de 2014                           |
| 17. | 3 de setembro de 2014 | Düsseldorf, Alemanha      | Argentina  | 2–4    | 2–4       | Amistoso                                        |
| 18. | 13 de junho de 2015   | Algarve, Portugal         | Gibraltar  | 1–0    | 7–0       | Qualificações para o Campeonato Europeu de 2016 |
| 19. | 13 de junho de 2015   | Algarve, Portugal         | Gibraltar  | 5–0    | 7–0       | Qualificações para o Campeonato Europeu de 2016 |
| 20. | 13 de junho de 2015   | Algarve, Portugal         | Gibraltar  | 6–0    | 7–0       | Qualificações para o Campeonato Europeu de 2016 |
| 21. | 26 de março de 2017   | Baku, Azerbaijão          | Azerbaijão | 1–0    | 4–1       | Elim. da Copa do Mundo de 2018                  |
| 22. | 26 de março de 2017   | Baku, Azerbaijão          | Azerbaijão | 4–1    | 4–1       | Elim. da Copa do Mundo de 2018                  |

## Títulos
Chelsea
- Campeonato Inglês: 2014–15[6]
- Copa da Liga Inglesa: 2014–15

VfL Wolfsburg
- Copa da Alemanha: 2014–15
- Supercopa da Alemanha: 2015

Borussia Dortmund
- Copa da Alemanha: 2016–17

Seleção Alemã
- Copa do Mundo FIFA: 2014